# Mode (album)
Pour les articles homonymes, voir Mode.
Albums de Starshooter
Starshooter
(1978) Chez les autres...
(1980)
Mode est le deuxième album de Starshooter, sorti en 1979.

## Réception
Selon l'édition française du magazine Rolling Stone, cet album est le 75e meilleur album de rock français. Il figure également dans l'ouvrage Philippe Manœuvre présente : Rock français, de Johnny à BB Brunes, 123 albums essentiels.

## Une arrivée plus tardive
La reprise Gabrielle (de Johnny Hallyday) ne figure pas sur la version originale de Mode.

## Listes des pistes
| No  | Titre                   | Durée |
| --- | ----------------------- | ----- |
| 1.  | La Nouvelle Vague       | 3:30  |
| 2.  | Fille à la mode         | 2:38  |
| 3.  | Radio paradis           | 3:35  |
| 4.  | Fais pas gaffe          | 2:53  |
| 5.  | Starlette               | 4:29  |
| 6.  | Ma vie c'est du cinéma  | 6:14  |
| 7.  | Loukoum scandale        | 2:52  |
| 8.  | Week end                | 3:00  |
| 9.  | Congas et maracas       | 3:33  |
| 10. | Mon speed c'est l'amour | 2:26  |
| 11. | Gabrielle               | 3:00  |